# Forgan
Forgan is een plaats (town) in de Amerikaanse staat Oklahoma, en valt bestuurlijk gezien onder Beaver County.

## Demografie
Bij de volkstelling in 2000 werd het aantal inwoners vastgesteld op 532.
In 2006 is het aantal inwoners door het United States Census Bureau geschat op 490, een daling van 42 (-7,9%).

## Geografie
Volgens het United States Census Bureau beslaat de plaats een oppervlakte van
1,0 km², geheel bestaande uit land. Forgan ligt op ongeveer 790 m boven zeeniveau.

## Plaatsen in de nabije omgeving
De onderstaande figuur toont nabijgelegen plaatsen in een straal van 40 km rond Forgan.